# مافريك فيناليس
مافريك فيناليس (بالإسبانية: Maverick Viñales)‏ مواليد 12 يناير 1995 في فيغيراس، هو متسابق دراجات نارية إسباني. نافس في سباقات بطولة العالم لفئة 125 سي سي. كما شارك في بطولة العالم للموتو جي بي.

## البطولات
- بطولة العالم للموتو 3 2013

## وصلات خارجية
- مافريك فينياليس على موقع MotoGP.com (الإنجليزية)
- مافريك فينياليس على موقع AS.com (الإسبانية)

- الموقع الرسمي